# Retrato de um Homem (Ticiano)
Retrato de um Homem (c. 1512) é um óleo sobre tela de Ticiano. Exibe o retrato de um homem da família veneziana de  Grimani, provavelmente com o braço direito descansando sobre um parapeito e que toda a mão direita enluvada fosse mostrada.
Wilhelm von Bode o atribuiu a Giorgione, e Richter a Jacopo Palma, mas Roberto Longhi, Suida, Phillips, Morassi, Pallucchini e Pignatti atribuíram a Ticiano.
Propriedade da família Grimani em Veneza, passou por vários proprietários, incluindo W. Savage em Londres e Altman em Nova York; atualmente se encontra no Metropolitan Museum of Art, em Nova Iorque.